# 阿纳托利·彼得罗维奇·伊万诺夫
阿纳托利·彼得罗维奇·伊万诺夫（羅馬化：Anatoliy Petrovich Ivanov；1960年5月7日—）是俄罗斯政治人物，第八届国家杜马议员。2024年，国家杜马议员叶连娜·扬波利斯卡娅提前离职后，他继任填补了空缺的职位。